# Bertil Linde
Knut Bertil Hilding Linde (Svédország, Stockholm, 1907. február 28. – Svédország, Stockholm, 1990. március 15.) olimpiai és világbajnoki ezüstérmes, Európa-bajnok, országos bajnok svéd jégkorongozó, bandyjátékos, labdarúgó.
Az 1928. évi téli olimpiai játékokon játszott a jégkorongtornán és ezüstérmes lett a svéd csapattal. A B csoportba kerültek, ahol először a csehszlovákokat verték 3–0-ra, majd a lengyelekkel játszottak 2–2-es döntetlent. A csoportból első helyen tovább jutottak a négyesdöntőbe. Itt az első mérkőzésen 11–0-as vereséget szenvedtek a kanadaiaktól, Svájcot megverték 4–0-ra, végül a briteket 3–0-re. Az olimpia egyszerre volt világ- és Európa-bajnokság is. Így világbajnoki ezüstérmes és Európa-bajnok lett.
Az 1931-es jégkorong-világbajnokságon 6. lett és ez Európa-bajnokságnak is számított, ahol 4. lett.
Klubcsapata a Karlbergs BK és a AIK Ishockey volt.